# Ara Llibres
Ara Llibres és una editorial cooperativa nascuda el 2002 a Barcelona que publica llibres de ficció i no ficció per a adults, tant en suport paper com digital.
Dins del seu catàleg, format actualment per més de vuit-cents títols, s'hi troben temàtiques molt diverses i adreçades a diferents perfils de lectors. Ara Llibres es defineix pel seu compromís amb els fets socials i polítics més transcendents del país i per tenir una mirada atenta en les tendències més actuals. Es proposa despertar l'esperit crític dels lectors i, alhora, oferir literatura de qualitat que contribueixi a eixamplar la base lectora dels territoris de parla catalana.
Ara Llibres forma part del grup de cooperatives Som, juntament amb Sàpiens Publicacions, Batabat, Contrapunt i Nova 2003. L'any 2017, Som agafà el relleu de l'Institut Cambó en la gestió de la Col·lecció Bernat Metge, amb la intenció de seguir impulsant un dels projectes més importants de la cultura catalana i promoure els clàssics tant en el camp editorial com en el divulgatiu.

## Segells
Els segells d'Ara Llibres són:
- Ara Llibres: llibres de no ficció en català per al gran públic. Se centra en l'actualitat, la història (Sèrie H), la gastronomia, la política, les memòries (D'on vinc), els esports i el periodisme.
- Amsterdam Llibres: literatura de ficció amb autors de referència. Publica obres contemporànies d'escriptors en llengua catalana i traduccions d'altres idiomes, tant d'autors consolidats com de noves veus de la literatura actual.[5]
- Now Books: segell en castellà amb un catàleg format per llibres de no ficció de caràcter pràctic, la salut, la gastronomia i temes d'actualitat.
- Ara Mini: l'edició de butxaca dels principals èxits dels altres segells.

## Autories
Alguns dels seus autors i autores de l'àmbit català són: Milena Busquets, Jenn Díaz, Marc Pastor, Lolita Bosch, Maria Escalas, Josep Maria Fonalleras, Assumpta Montellà, Kilian Jornet, Ramon Gener, Carme Martí, J. M. Solé i Sabaté, Francesc Miralles, Sebastià Serrano, Toni Orensanz, Rosa Regàs, Narcís Comadira o Joan Coromines.
En l'àmbit internacional destaquen: Toni Morrison, Jonathan Safran Foer, Jhumpa Lahiri, Camilla Läckberg, Fred Vargas, Colm Tóibín, Frédéric Beigbeder, Jessie Burton, Jenny Offill, Herman Koch, Marie Kondo o Umberto Eco.